# Yoo Jae-ha
Yoo Jae-ha (유재하 (en hanja, 柳在夏) 6 de junio de 1962 - 1 de noviembre de 1987) fue un cantautor surcoreano. Su primer y único álbum, Because I Love You (en hangul, 사랑하기 때문에) fue lanzado por Seoul Records en 1987. Yoo murió en un accidente automovilístico meses después del lanzamiento del álbum a los 25 años. Aunque murió con un solo álbum, la música de Yoo Jae-ha tiene un gran legado en Corea del Sur y se le atribuye una tremenda influencia en la música popular coreana.

## Biografía
Yoo nació en Andong, provincia de Gyeongsang del Norte en Corea del Sur. Asistió a la Universidad de Hanyang, donde estudió composición musical y comenzó a tocar el teclado para la banda de Cho Yong-pil, The Great Birth en 1984.
Después de graduarse de la universidad, trabajó con Kim Hyun-sik para su primer álbum, Spring Summer Fall Winter, y en 1986 escribió la canción «Hidden Road» (en hangul, 골목길) de su tercer álbum, que contribuyó al reconocimiento temprano de Kim Hyun. Al año siguiente, en 1987, lanzó su primer y único álbum, Because I Love You, y murió en un accidente automovilístico el 1 de noviembre del mismo año a la edad de 25 años.

## Legado
Tras la muerte de Yoo en 1987, su familia estableció la Fundación de Becas Yoo Jae-ha, luego en 1989 el Concurso de Música Yoo Jae-ha. Los ganadores del concurso incluyen a You Hee-yeol, Kim Yeon-woo y Bang Si-hyuk.
Hasta 2011, Because I Love You había vendido más de 2 millones de copias. El álbum fue remasterizado y relanzado en vinilo en 2014. En 2018, Because I Love You fue clasificado como el mejor álbum pop en la historia de Corea del Sur por un panel de críticos musicales y expertos de la industria musical en colaboración con The Hankyoreh y Melon.

## Discografía
- Because I Love You (1987)